# Rio Jamari
O rio Jamari é um curso de água da bacia do rio Amazonas. É afluente do rio Madeira.
O rio Jamari tem grande significado econômico para Rondônia por ter sido represado para a formação da primeira usina hidrelétrica do Estado, a Usina Hidrelétrica de Samuel.